# Christopher Knights
Christopher Knights (* 18. Oktober 1972 in London) ist ein britischer Schauspieler und Filmeditor.

## Karriere
Seine Karriere begann Knights als Kameramann und Filmeditor beim Studio Amblimation, das ein Teil von Amblin Entertainment war und 1997 geschlossen wurde. Daraufhin wechselte er zu DreamWorks Animation, wo er neben seiner Tätigkeit als Filmeditor auch Synchronsprecher wurde. So ist er vor allem als Stimme des Pinguins Private aus den Madagascar-Filmen bekannt. Auch arbeitete er an der Shrek-Filmreihe und lieh den drei blinden Mäusen sowie im ersten Shrek-Film einem der Handlanger von Lord Farquaad, der im englischen Original von John Lithgow gesprochen wurde, seine Stimme. Zudem arbeitete er mehrere Male mit Simon J. Smith zusammen.
Knights ist auch als Editor tätig, seit 2001 zunächst als Schnittassistent. Sein Debüt als eigenständiger Editor gab er 2011 mit dem Kurzfilm Buch der Drachen.

## Filmografie
- 1993: Vier Dinos in New York
- 1995: Balto – Ein Hund mit dem Herzen eines Helden
- 1998: Der Prinz von Ägypten
- 2001: Shrek – Der tollkühne Held
- 2003: Shrek 4-D
- 2004: Shrek 2 – Der tollkühne Held kehrt zurück
- 2005: Madagascar
- 2006: Flutsch und weg
- 2007: Shrek der Dritte
- 2008: Madagascar 2
- 2010: Für immer Shrek
- 2010: Megamind
- 2012: Madagascar 3: Flucht durch Europa
- 2014: Die Pinguine aus Madagascar
- 2024: Kung Fu Panda 4 (auch Schnitt)